# 安藤麻
安藤麻（日语：／ Andō Asa，1996年4月24日—），日本女子高山滑雪运动员，2017年冬季世界大学生运动会女子大回转金牌得主和女子超级大回转铜牌得主、2017年亚洲冬季运动会女子大回转和女子回转银牌得主。